# Ochoz u Tišnova
Ochoz u Tišnova (en allemand : Wochos) est une commune du district de Brno-Campagne, dans la région de Moravie-du-Sud, en République tchèque. Sa population s'élevait à 124 habitants en 2020.

## Géographie
Ochoz u Tišnova se trouve à 9 km au nord-nord-ouest de Tišnov, à 30 km au nord-ouest de Brno et à 160 km au sud-est de Prague.
La commune est limitée par Běleč au nord, par Synalov à l'est, par Lomnice et Borač au sud, et par Doubravník à l'ouest.

## Histoire
La première mention écrite de la localité date de 1390.